# Sant’Agostino (Palermo)

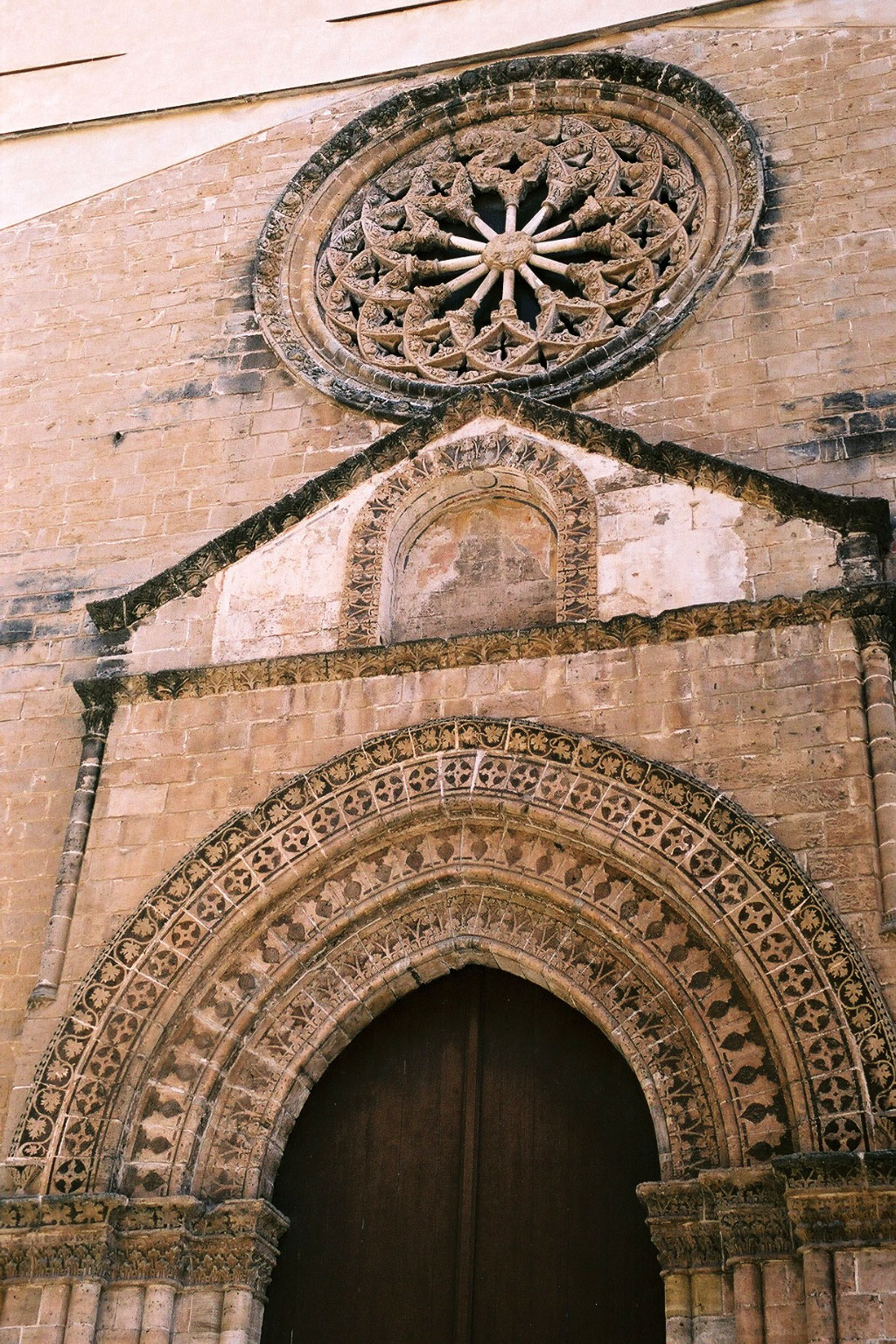
Sant’Agostino

Sant’Agostino ist eine Kirche der Augustinereremiten in Palermo.
Sie liegt in der Nähe des Teatro Massimo, im Stadtviertel Capo, die Via Sant’Agostino ist Teil des Mercato del Capo.
Das langgestreckte, einschiffige Bauwerk entstand unter der Herrschaft der Anjou Ende des 13. Jahrhunderts im Stil der Gotik. Die Fassade mit reich verziertem Portal und großer Rosette stammt aus dem 14. Jahrhundert. Zu den Förderern gehörten die adeligen Familien Chiaramonte und Sclafani. 
Ende des 15. Jahrhunderts schufen Giuliano Mancino und sein Mitarbeiter Bartolomeo Berrettaro das mit Darstellungen von Heiligen Augustinern dekorierte Seitenportal.
Das Innere der Kirche wurde 1711 und 1729 von Giacomo Serpotta mit Stuckarbeiten im Stil des Barock neu gestaltet.
Der Kreuzgang von 1560 wird Vincenzo Gaggini zugeschrieben
Seit 1922 wird in Sant’Agostino das Fest der Heiligen Rita von Cascia mit großem Aufwand und großem Zulauf von Gläubigen gefeiert.